# Pimpla maura
Pimpla maura är en stekelart som beskrevs av Cresson 1870. Pimpla maura ingår i släktet Pimpla och familjen brokparasitsteklar. Inga underarter finns listade i Catalogue of Life.